# 郭泰源
郭 泰源（クォ・タイユェン、かく たいげん、1962年3月20日 - ）は、台湾（中華民国）の台南市出身の元プロ野球選手（投手、右投右打）・監督・コーチ。現役時代の愛称は「オリエンタル・エクスプレス」、「オリエント・エクスプレス」。

## 経歴

### アマチュア時代
台南市の農家で、兄・姉それぞれ3人ずつの7人兄弟の末っ子として生まれる。小学校5年生の時に野球を始め、クラブが全寮制だったため親元を離れた。野球を始めた当初は、ショートを守っていたが、長栄高等中学2年時に監督から強肩を見込まれて投手に転向。この頃、初めて郭を見に来たプロのスカウトが、西武ライオンズの関係者だったという。ただし、郭は兄の義煌がショートからピッチャーに転向して、肩を壊して苦しんでいたことから、当初投手に転向することを断固として拒絶していた。高校卒業後は、合作金庫に就職。1982年には、中華民国陸軍野球部に入隊。第27回IBAFワールドカップで台湾代表として活躍し、各国のスカウトの注目を集める。
ロサンゼルスオリンピックのアジア予選も兼ねて実施された、1983年のアジア野球選手権大会では、台湾・日本・韓国の3カ国同時優勝に貢献。更に、日本とのロサンゼルスオリンピック代表決定戦（韓国は既に出場決定）では、池田親興との投げ合いを、9回2安打1四球の完封勝ちで制し、出場権獲得の立役者となった。一時はMLB球団に加え、NPBの巨人・西武・中日・ヤクルト・大洋などが獲得を検討するほどだった。
1984年のロサンゼルスオリンピックにも台湾代表のエースとして出場。この頃には、入団先は巨人と西武に絞られていた。予選リーグの対アメリカ戦では最速158km/hを記録し、108球を投げて12奪三振で完投するも、7回にジョン・マーザノに本塁打を打たれ2失点で敗れている。準決勝の対日本戦では、1回に広沢克己の打球が右すねを直撃する不運があり、4回2/3を投げて6安打、1失点で降板し、チームも延長の末1対2で敗れ銅メダルに終わった。大会終了後、郭は契約金8000万円（推定）で西武への入団が決まった。

### 西武時代

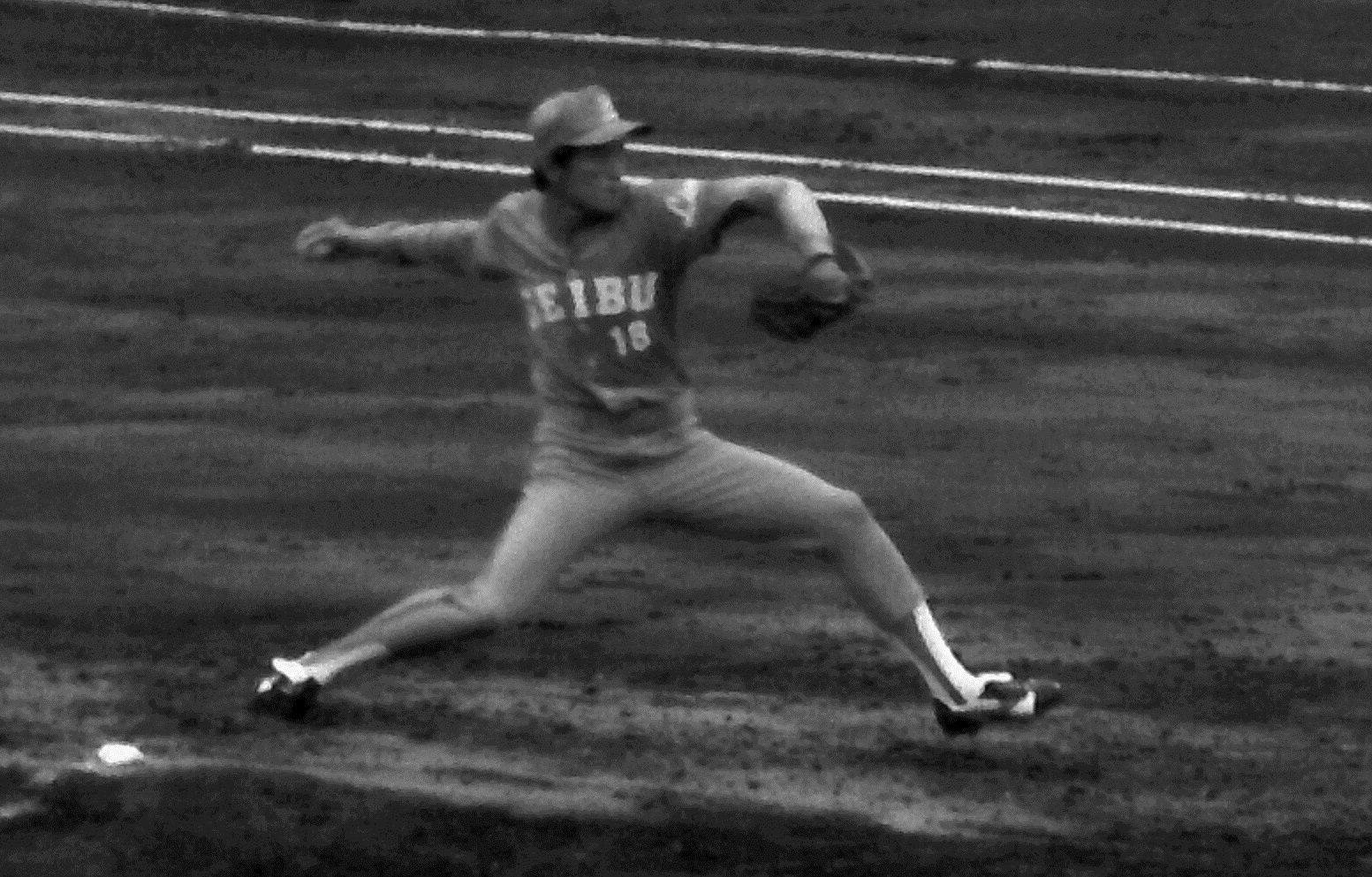
1990年、川崎球場にて

1985年シーズンは、自主トレの投球練習から広岡達朗監督や宮田征典投手コーチの高い評価を受けた。その後も広岡のキャンプに耐え、初登板となった4月10日の対近鉄戦でいきなり完投勝利を挙げる。これでプロで投げていく自信がついたといい、4月は3完投で2勝0敗、防御率は0.32という好成績で月間MVPを受賞。5月は5試合に登板して3勝を挙げたものの、18日の阪急戦では6回途中7失点、28日の南海戦では7回5失点で連続KOされ、敗戦投手となっている。しかし、6月4日の対日本ハム戦（平和台球場）では1978年の今井雄太郎以来となるノーヒットノーランを達成。これで新人王争いにも加わったが、シーズン途中で肩を痛めたため離脱。登板は15試合にとどまったが、最終的には9勝を挙げた。なお、新人王は規定打席にも達した阪急ブレーブスの熊野輝光が獲得した。
1986年シーズンは、キャンプ終盤まで肩痛が残っており、肩を心配した新監督の森祇晶の方針で開幕から抑えに回り、16セーブを記録。9月頃からは先発に戻り、日本シリーズでは第3戦の先発でシリーズ初登板を経験し、4回2/3を投げ4失点で敗戦投手となった。第7戦では、先発松沼博久が本塁打を打たれた6回途中の場面から救援で3回1/3を投げ、シリーズ初セーブを挙げている。
1987年シーズンは、先発ローテーションに定着し、自身初の2桁勝利となる13勝を挙げる。肩痛で一時チームを離れたが、読売ジャイアンツとの日本シリーズ第3戦では江川卓との投手戦を1失点の完投で制し、シリーズ初勝利を挙げた。子供の頃から台湾のヒーローだった王貞治監督率いる巨人が相手だったため、喜びが倍増したという。オフには森繁和と共に台湾で漢方薬や温泉、運動療法などによる肩のケアを行なった。
1988年シーズンは、シーズン初先発の4月10日の対南海ホークス戦で8回を投げ、12安打、6失点の内容ながら9点の援護をもらい、勝利を挙げると、そのまま6月25日の対ロッテ戦まで12試合に先発して10勝0敗という好スタートを切った。この間、5月21日には対日本ハム戦で西崎幸広と投げ合い、187球を投げて延長12回を完投し引き分けに持ち込んでいる。また6月には全て完投で4勝を挙げ、防御率1．25で2度目の月間MVPに選ばれている。シーズン前半は最多勝争いを独走し、オールスターゲームでは、セ・リーグでブレイクした呂明賜との台湾人対決が期待されたが、7月8日の対南海戦で延長11回を完投して負けた直後にヒジ痛を訴えてオールスターには推薦されなかった。オールスター後の8月4日の対近鉄戦では1失点で完投勝利を挙げたが8月11日にヒジ痛のため登録を抹消され、最終的に前年と同じ13勝となり初タイトルとなる最高勝率を獲得している。日本シリーズでは第2戦に先発し、7回まで3失点に抑えるも8回に4点を失い敗戦投手となった。この試合では7回から郭源治が登板し、台湾人同士の投げ合いが実現している。
1989年シーズンは、前年のシーズン限りで現役を引退した東尾修に代わるエースとしての活躍が期待され、自己最多となる26試合に先発し198回1/3を投げてリーグ3位の防御率3.27となった。なお、6月7日の対ロッテ戦では初めて荘勝雄との先発対決が実現し、0対1で敗れている。自身最低の10敗（10勝）となったが、チームトップの防御率が評価されて10％増の年俸6600万円（推定）で契約を更改している。
1990年シーズンは、初めてオールスターゲームに出場し、第1戦で1イニングを投げ、パ・リーグの完封リレーの一翼を担っている。シーズンは肘や肩の故障で4年ぶりに規定投球回を割り込んだが、18試合で9勝を挙げた。日本シリーズでは第4戦に先発し、6回を3失点に抑え、3年ぶりに日本シリーズでの勝利を挙げている。
1991年シーズンのキャンプでは、同じ投手のレイモンド・ヤングが競争相手となったが、5月5日の対近鉄戦ではシーズンベストの投球内容で1失点完投。オールスター前には5連敗するも、同期間の調整が功を奏して7月30日の対ロッテ戦から9月28日の対オリックス戦まで、パ・リーグ歴代2位となる9連続完投勝利を記録した。この間の8月、9月はいずれも無敗の4完投勝利、防御率もそれぞれ2.00、1.00という好成績をおさめて2か月連続で月間MVPを受賞し、渡辺智男や工藤公康の一時離脱を十分カバーしている。また優勝を争った近鉄に対して防御率0.78で7勝1敗と好投して優勝の原動力となり、MVPやベストナインに輝いた。一方、日本シリーズでは肘の疲労もあり、第2戦では4回1/3を投げ、4失点で敗れている。第6戦では5回を1失点に抑え、継投した石井丈裕が勝利投手となった。
1992年シーズンは、7月12日の対近鉄戦で腰痛を訴え、途中降板。これを理由にオールスターゲームを直前で辞退。これについて他球団から仮病の疑いを指摘されて物議を醸し、球団側が自主的に後半戦開始直後の10試合をベンチから外している。シーズン終盤の8月21日の対オリックス戦から9月8日の対日本ハム戦まで、パ・リーグタイ記録となる3試合連続完封勝利を挙げるなど、14勝を挙げた。この年は2年連続となるゴールデングラブ賞を受賞している。ヤクルトスワローズとの日本シリーズでは第2戦に先発し、ジャック・ハウエルの打球を手に受けながらも降板するまでの6回1/3を無失点に抑え、勝利投手となっている。シーズンオフには3000万円増の年俸1億3000万円（推定）で契約を更改した。
1993年シーズンは、前年オフに受けた手首の手術の影響もあり3年ぶりに2桁勝利に届かず、8勝8敗に終わる。ヤクルトスワローズとの日本シリーズでは第2戦に先発し2回0/3で8安打4失点と打ち込まれたが、第6戦の先発では6回を3安打無失点に抑える好投で勝利投手となっている。オフには女優の張瓊姿との結婚を発表。
1994年シーズンは、自身初の開幕投手を務め開幕9連勝を飾るが、投球内容は悪く打線の援護に恵まれた形であった（7月終了時点の成績は、9勝0敗防御率4.70）。7月9日の試合では、5回表を終わった時点で11-4とリードしていながら、4回裏に打たれた3本塁打に森監督が激怒し、「勝利投手にせぬ」「あれではうちの打者も『何点とればいいんだ』の気持ちになり、相互不信に陥る」と言われ、懲罰として5回裏から交代させられた（ただし森は、優勝確定後の10月7日、リードした状態で5回表から郭を起用して勝利投手とさせ、最高勝率のタイトルを取らせた）。8月以降も復調せず4連敗を記録し、9月には石井丈裕と共に先発ローテーションから外れ中継ぎに降格となった。リリーフ転向後は6試合に登板し、4勝0敗防御率0.71の好成績でリーグ優勝に貢献(先発での成績は16試合9勝4敗防御率5.44)。規定投球回に達した投手の中でリーグワーストの防御率4.98ながら、13勝5敗で自身2度目となる最高勝率のタイトルを獲得。巨人との日本シリーズでは第4戦に先発し、2回2/3を5安打2失点で降板。この年は、5月17日の対日本ハム戦での完封で通算101勝目を挙げ、外国人選手のNPB通算最多勝利記録を更新した。
1995年シーズンは、2年連続で開幕投手を務めたが、初回に7失点の大乱調のスタートとなった。それ以降は調子を取り戻すも、前シーズンとは逆に、好投しても打線の援護に恵まれない試合が続き、前年よりも防御率はほぼ半減し投球回数も前年を上回ったが、勝利数は8にとどまった。それでも伊良部秀輝と最優秀防御率のタイトルを最後まで争ったがシーズン終盤に手首を痛め、伊良部と0.01差の防御率2.54で惜しくもタイトルを逃している。
1996年シーズンは、前年痛めた手首の影響で開幕から振るわず、新たに肘も故障したことで長期離脱となり、自身初の一軍未勝利に終わった。翌年の構想外も噂されていたが、外国人選手として初めてFA権を取得し、翌年からは外国人枠を外れることもあって残留となった。
1997年シーズンは、開幕から二軍暮らしが続き、前年から顕著になっていた衰えから復活することはなく9月に現役引退を表明。本拠地・西武ライオンズ球場での最終戦となる10月5日の対ダイエー戦が引退登板となり、長年チームメイトでもあった秋山幸二がダイエーの1番打者として出場し、全て直球を投げ、中飛に打ち取った。秋山の打席を終えると、同じくシーズン限りで現役を引退する鹿取義隆に交代した。

### 現役引退後
引退後は台湾大聯盟からの要請で台湾に帰国し、技術顧問としての活動を経て、2004年から2005年まで中華職棒・誠泰コブラズの監督を務めた。
2007年2月16日に台湾代表監督に就任。2008年の北京五輪出場を目指したが、予選となるアジア野球選手権で日本、韓国に敗れ、3位に終わり、出場権を逃した。その責任を取り、12月14日に台湾代表監督を辞任。後任には洪一中が就任した。
2009年には、第2回WBC台湾代表の投手コーチを務め、2010年の第5回世界大学野球選手権でも台湾代表の投手コーチを務めた。
2013年シーズンから福岡ソフトバンクホークスの一軍投手コーチ（ブルペン）に就任し、16年ぶりに日本球界に復帰した。しかし、先発のチーム防御率がリーグワースト2位の4.14と低迷した。
2014年シーズンには一軍投手コーチ（ベンチ）を担当したものの11月5日限りで退団することが発表された。
11月11日に統一セブンイレブン・ライオンズの一軍ヘッド兼投手コーチに就任することが発表された。
2015年には2015 WBSCプレミア12の台湾代表監督を務めた。オフには統一セブンイレブン・ライオンズの監督に就任。
2016年開幕前の1月29日に「侍ジャパン強化試合 日本 vs チャイニーズタイペイ」の投手コーチを務め、9月30日に「2017 ワールド・ベースボール・クラシック」の台湾代表監督に選出されたことが発表された。シーズンオフ、チームの成績不振により統一セブンイレブン・ライオンズの監督を辞任。12月30日に富邦ガーディアンズが顧問として迎えることがわかった。
2020年、台湾の野球殿堂である台湾棒球名人堂に選出された。

## 選手としての特徴

### 投球
投球フォームはスリークォーター。オリエンタル・エクスプレスという通称の由来となった最速158km/h（プロ入り後の最速は156km/h）の速球に加え、キレの良い高速スライダー、シュートを駆使した。ロサンゼルスオリンピックにおいて郭との対戦経験を持つ広澤克実は「（郭の）当時の速球は、（セーブ数の日本タイ記録を残した）2007年頃の藤川球児にも劣らない」、正田耕三は「（郭の速球は）今までに見たことのないものでした。きれいな回転で低めにズドンとくる」とそれぞれ評している。一方で、レロン・リーと福本豊は、郭のストレートはシュート回転していると述べている。
郭自身は若い時からシュートを一番の武器と考え、シュートの調子が悪い時にはスライダーを多投した。スライダーはカットボールのような軌道で、球速を落とさずに真横に変化して常に低めに決まり、三振を取るのに非常に有効だったという。白井一幸は郭のスライダーの軌道について「ベース一個分曲がる」と述べている。郭自身、「困ったときはシュートだった。それがあったからスライダーが生きたと思うんです」と述べている。スライダーは伊東勤にとって西武の全投手の中で最も印象に残ったほどの変化球で、郭はこの球のサインに首を振ったことが全くなかったといい、「調子がいいときなら、ほとんどミットを動かさなくていい。高めに浮くこともないし、受けていて、これほど楽で、楽しい投手はいなかったですね」と振り返っている。
制球力は西武黄金期の投手陣の中でも一二を争うほどの良さと言われた。伊東は郭の制球力について、「ボールが絶対に高めにこない。低めの球は地を這ってくるような感じで垂れずに、逆にホップしてくる」といい、コンディション問わずストライクが取れたが、良くない時は甘いところに入って打たれることがあったため「ストライクを投げすぎるな!」と言ってあえてボール球を多投させてかわすピッチングを心がけてリードしていたが、郭の場合ボール球を意識的に投げさせても決してそこから自滅することはなかったと振り返っている。
1988年には、球が見やすく速球主体の投手が不利とされたデーゲームで連勝を重ねるなど、来日3年目の1987年頃から変化球をうまく使う投球スタイルを確立した。逆に変化するシュートを持つために打者はスライダーに対して踏み込みにくくなり、これに加えてカーブやフォークボールなどの緩い球も有効に使っていた。
郭の後にマウンドに上がった鹿取義隆は、足場が全く掘れていないことに驚いたと振り返っている。また伊東によると「大舞台で本気になるけど、たいていは80パーセントくらいの力で投げていた」といい、笘篠誠治によると、「一度、150キロを投げてみてよ」と頼んだことがあったが、郭は「150キロを投げなくても抑えられるから、無駄な力は使いたくないんだ」と言っていたという。一方で高田繁は「走者がいるときといないときとではピッチングがガラッと変わりますね。ランナーがいるときは気合が違います」とし、1球たりとも気を抜かないと述べている。
福本豊と大石大二郎は郭のフィールディングについても高く評価している。大石は「センター前へ抜けそうな当たりでも飛びついて取ってしまうし、バント守備も天下一品、12球団一じゃないですか」と評し、福本は「ショートでもやっていたらものすごいショートストップになっていただろうね」「ピッチャーにしておくのが勿体ない」と述べている。

### 調整方法
1980年代、日本球界で中4日もしくは5日の先発ローテーションが一般化していた中、郭は肘の手術から復活した村田兆治とともに中6日ローテーションの先駆的な存在である。石毛宏典は「昔は中4日や中5日での先発が一般的だったけど、泰源の場合は中6日で投げていたんじゃなかったかな。大事に起用されていた印象が残っています。」と語っている。
当時の主力投手としては珍しく200イニング以上投げた年がなく、故障の多さから「イタイイタイ病」と揶揄されるほどであった。肩や肘の負担を抑えるため中6日もしくは5日での先発を基本とし、登板翌日は軽く汗を流し2日目もランニング程度、3日目はキャッチボールで4、5日目に80％程度の力で60-70球を投げ、6日目は汗を流す程度で翌日の登板に備える、という調整を行なっていた。監督の森祇晶からは「うちの先発投手陣で言ったら、郭泰源が一番回復力がない」と言われている。当時としては異例と言えるこのスタンスに批判の声が当時は少なからずあったが、現代野球では主流となっている。
伊東によると郭は西武球場に近い所沢に住んでいたが、郭は大の酒好きであり、深酒することはなかったものの夜遅くまで飲んでいたことが多かったためその影響でコンディションが良くないと感じることがあったという。

### 評価
伊東勤は初めて郭の投球を受けたときに「とにかく速い。最初に（投球を）受けたとき、こんな投手がいるのか、と衝撃を受けた」といい、渡辺久信は「僕が一番速い球を投げる。そう思っていたのは、郭泰源の球を見るまで」と述べている。伊東は2020年に行われたインタビューにおいて「（渡辺）久信や（工藤）公康、石井（丈裕）とか、当時の西武にはいい投手はいっぱいいました。でも、やっぱり一番は郭泰源です。今の時代でも、恐らくナンバーワンになれるピッチャーだと思いますね」といい、「この世界でやらせてもらっていて、いつもいいピッチャーと言われる人を彼と比較して見てきました。同じくらい球の速い投手はいる。いいスライダーを投げる投手もいる。でもやっぱり質が違う。比較できる投手はなかなかいないですね」と評している。伊東曰く、唯一郭に近いと思えた投手がダルビッシュ有だったといい、「ダルビッシュが物凄くいい時に、やっぱり低めが地を這ってくるような球があった。そう考えると彼が一番、似ている感じがします」と述べている。
島田誠は「今まで対戦したピッチャーの中では最高ですね」とし、1985年にはこのまま大事に育った場合かなりの記録を残すと思うという見解を示している。山本功児は郭の頭の良さに言及し、「心理学でも専攻してたんじゃないかと思うぐらい、こちらの予想の裏をかいてきます。ヤマの張れないピッチャーです」と評している。梨田昌孝は「捕手としてああいうピッチャーをリードしてみたいですね。コントロール（特に低めの）はいいし、球種は沢山持っているし、それに快速球と来てるから、リードしても面白いでしょうね」とし、郭が打たれた場合はキャッチャーのリードミスが原因になると述べている。高田繁は「コントロール、球威、頭の良さ、野球に取り組む姿勢は江川卓よりも数段上」と評し、クリス・ナイマンは「大リーグでも10勝くらい挙げられるピッチャーです。あれだけのコントロールとバラエティに富んだ変化球を持っていれば充分大リーグでもやっていけます」と述べている。
落合博満は1985年に受けたインタビューで、ストレートは江川卓の方が速く、「カーブ、スライダー、チェンジアップが主体で、こうバッターにのしかかってくるような凄みというか迫力はないね。全然…。まあ、いいピッチャーであることに違いはないけど、僕から見た郭泰源はタダのピッチャーだね。その辺にいるピッチャーと同じようなごく普通のね」としつつも、「彼の頭はこれまで対戦したピッチャーの中ではナンバーワンだね」と述べている。ただし、後年、自身のYouTubeチャンネルでは「現役の時、一番苦労したのは郭泰源だもん。郭泰源だけはどうしようもなかった」とコメントしている。また、下位打線にいい加減に投げて打たれていたことが、勝ち星が伸びなかった理由としている。
一方で、1985年の時点で郭に対して「変化球投手」、或いは「変化球の投げすぎ」と評する関係者が多かった。稲尾和久は「いいピッチャーだけど、変化球の投げすぎだよ。若さがないよ。（中略）もっと自分をむき出しにしたピッチングをすべきです」と述べ、落合は前述のコメントにも「彼は豪球投手なんかじゃないよ。変化球ピッチャーだよ」と付け加えている。他にもレロン・リーからは「変化球の投げすぎ。あれじゃ何年も投げられない」、山本功児からは「あんな変化球ばかり投げないでもっとビシビシ速いボールを投げればいいのに勿体無いですよ」、島田誠からは「完全な変化球ピッチャーですよ。速い球を投げるぞ、投げるぞと思わせといて、変化球で打ち取る」と評されていた。1985年の5月に一時的にスランプに陥った際には荘勝雄から「速球だけでは通用しない」とアドバイスされたことを受け、速球を見せ球にして変化球でかわすピッチングを心がけていたが、速球で打者をねじ伏せる姿を期待していたファンから「超特急とは名ばかり」と不満をあらわにされたこともあった。

## 台湾人選手として
台湾にプロ野球がない時代から日本プロ野球で活躍した台湾人選手の嚆矢として、郭源治や荘勝雄とともに二郭一荘と並び称された。通算117勝は外国人投手としては歴代最多（無国籍者であるヴィクトル・スタルヒンを除く）である。体格的に日本人と差がなくプロ野球の経験もない状態で来日しており、またシーズン中の扱いは日本人同様であることなどから、台湾人選手にも外国人枠の規定を一律に適用することに対して配慮を願っていた。
台湾大聯盟の顧問時代には投手コーチを求めて東尾修に相談して渡辺久信を選手兼任コーチとして招聘し、石井丈裕の台湾球界入りも斡旋するなど、台湾球界の発展に大きく貢献した。また、許銘傑、曹竣揚ら台湾人選手の日本球界入りをアシストしている。

## 詳細情報

### 年度別投手成績
| 年 度      | 球 団      | 登 板 | 先 発 | 完 投 | 完 封 | 無 四 球 | 勝 利 | 敗 戦 | セ 丨 ブ | ホ 丨 ル ド | 勝 率 | 打 者 | 投 球 回 | 被 安 打 | 被 本 塁 打 | 与 四 球 | 敬 遠 | 与 死 球 | 奪 三 振 | 暴 投 | ボ 丨 ク | 失 点 | 自 責 点 | 防 御 率 | W H I P |
| ---------- | ---------- | ----- | ----- | ----- | ----- | -------- | ----- | ----- | -------- | ----------- | ----- | ----- | -------- | -------- | ----------- | -------- | ----- | -------- | -------- | ----- | -------- | ----- | -------- | -------- | ------- |
| 1985       | 西武       | 15    | 15    | 9     | 3     | 0        | 9     | 5     | 0        | --          | .643  | 484   | 117.2    | 89       | 14          | 48       | 1     | 4        | 75       | 1     | 0        | 44    | 33       | 2.52     | 1.16    |
| 1986       | 西武       | 39    | 9     | 5     | 1     | 0        | 5     | 7     | 16       | --          | .417  | 450   | 108.1    | 93       | 10          | 38       | 7     | 0        | 105      | 1     | 0        | 39    | 35       | 2.91     | 1.21    |
| 1987       | 西武       | 22    | 21    | 11    | 2     | 0        | 13    | 4     | 0        | --          | .765  | 640   | 158.0    | 136      | 12          | 40       | 6     | 4        | 81       | 2     | 1        | 56    | 53       | 3.02     | 1.11    |
| 1988       | 西武       | 19    | 18    | 15    | 1     | 3        | 13    | 3     | 1        | --          | .813  | 583   | 149.1    | 113      | 10          | 23       | 3     | 2        | 76       | 0     | 0        | 50    | 40       | 2.41     | 0.91    |
| 1989       | 西武       | 26    | 26    | 14    | 4     | 1        | 10    | 10    | 0        | --          | .500  | 804   | 198.1    | 172      | 15          | 49       | 7     | 3        | 117      | 2     | 0        | 78    | 72       | 3.27     | 1.11    |
| 1990       | 西武       | 18    | 17    | 5     | 1     | 0        | 9     | 4     | 0        | --          | .692  | 504   | 119.1    | 113      | 14          | 44       | 0     | 2        | 84       | 2     | 0        | 53    | 47       | 3.54     | 1.32    |
| 1991       | 西武       | 24    | 23    | 12    | 4     | 1        | 15    | 6     | 1        | --          | .714  | 721   | 184.1    | 162      | 17          | 30       | 3     | 1        | 108      | 0     | 0        | 54    | 53       | 2.59     | 1.04    |
| 1992       | 西武       | 23    | 23    | 9     | 3     | 0        | 14    | 4     | 0        | --          | .778  | 661   | 168.0    | 128      | 17          | 44       | 5     | 4        | 108      | 1     | 1        | 54    | 45       | 2.41     | 1.02    |
| 1993       | 西武       | 22    | 22    | 4     | 1     | 1        | 8     | 8     | 0        | --          | .500  | 540   | 133.1    | 121      | 15          | 26       | 0     | 4        | 88       | 3     | 0        | 56    | 52       | 3.51     | 1.10    |
| 1994       | 西武       | 27    | 21    | 4     | 2     | 0        | 13    | 5     | 0        | --          | .722  | 569   | 130.0    | 137      | 23          | 52       | 2     | 3        | 86       | 1     | 0        | 75    | 72       | 4.98     | 1.45    |
| 1995       | 西武       | 22    | 22    | 3     | 2     | 0        | 8     | 6     | 0        | --          | .571  | 642   | 163.0    | 131      | 11          | 34       | 2     | 6        | 115      | 0     | 0        | 48    | 46       | 2.54     | 1.01    |
| 1996       | 西武       | 14    | 11    | 1     | 0     | 0        | 0     | 6     | 0        | --          | .000  | 248   | 52.1     | 72       | 9           | 22       | 3     | 1        | 26       | 1     | 0        | 48    | 43       | 7.39     | 1.80    |
| 1997       | 西武       | 1     | 1     | 0     | 0     | 0        | 0     | 0     | 0        | --          | ----  | 1     | 0.1      | 0        | 0           | 0        | 0     | 0        | 0        | 0     | 0        | 0     | 0        | 0.00     | 0.00    |
| 通算：13年 | 通算：13年 | 272   | 229   | 92    | 24    | 6        | 117   | 68    | 18       | --          | .632  | 6847  | 1682.1   | 1467     | 167         | 450      | 39    | 34       | 1069     | 14    | 2        | 655   | 591      | 3.16     | 1.14    |

- 各年度の太字はリーグ最高

### タイトル
- 最高勝率：2回（1988年、1994年[注 5]）

### 表彰
- 最優秀選手：1回（1991年）
- ベストナイン：1回（投手部門：1991年）
- ゴールデングラブ賞：2回（投手部門：1991年、1992年）
- 月間MVP：4回（1985年4月、1988年6月 投手部門：1991年8月、1991年9月）

### 記録
初記録
- 初登板・初先発登板・初完投・初勝利・初先発勝利・初完投勝利：1985年4月8日、対近鉄バファローズ2回戦（西武ライオンズ球場）、9回1失点
- 初奪三振：同上、1回表に栗橋茂から
- 初完封勝利：1985年4月25日、対ロッテオリオンズ5回戦（西武ライオンズ球場）、10回無失点
- 初セーブ：1986年4月4日、対南海ホークス1回戦（西武ライオンズ球場）、8回表二死に3番手で救援登板・完了、1回1/3無失点

節目の記録
- 1000投球回数：1991年9月6日、対近鉄バファローズ21回戦（藤井寺球場）、3回裏二死目に達成
- 100勝：1994年5月10日、対オリックス・ブルーウェーブ4回戦（米子市民球場）、6回3失点（自責点0） ※史上110人目
- 1500投球回数：1995年4月30日、対千葉ロッテマリーンズ6回戦（千葉マリンスタジアム）、6回裏一死目に達成
- 1000奪三振：1995年6月23日、対近鉄バファローズ10回戦（西武ライオンズ球場）、6回表に中村紀洋から ※史上93人目

その他の記録
- ノーヒットノーラン：1985年6月4日、対日本ハムファイターズ9回戦（平和台球場） ※史上54人目[注 6]
- オールスターゲーム出場：2回（1990年、1995年） ※1985年・1992年も選出されるも出場辞退[53]

### 背番号
- 12（1985年 - 1986年）
- 18（1987年 - 1997年）
- 88（2004年 - 2005年、2015年 - 2016年）
- 83（2013年 - 2014年）